# El organillero de Madrid
El organillero de Madrid, o abreviadamente Organillo, es un cortometraje español de 1959, escrito y dirigido por Julio Diamante.

## Sinopsis
Trata sobre la vida de un organillero de Madrid.